# Мечеслав (линейный корабль)
«Мечеслав» — 66-пушечный парусный линейный корабль Балтийского флота Российской империи. Один из кораблей типа «Азия». Был заложен в 1781 году в Архангельске, спущен на воду в 1783 году, принимал участие в русско-шведской войне 1788—90 годов.

## История
Был заложен 19 (30) сентября 1778 года на Соломбальской верфи в Архангельске. Строительство велось под руководством корабельного мастера Михаила Портнова. После спуска на воду 16 (27) мая 1782 года вошёл в состав Балтийского флота.
В июле — сентябре 1783 года в составе отряда перешёл из Архангельска в Кронштадт. В 1784—86 годах в составе эскадр находился в практических плаваниях в Балтийском море. 20 (31) декабря 1787 года был назначен в состав Средиземноморской эскадры.
После начала русско-шведской войны (1788—90), 23 июня (4 июля) 1788 года вышел из Кронштадта в составе эскадры адмирала С. К. Грейга и 6 (17) июля принял участие в Гогландском сражении. В начале сражения находился в арьергарде, а после смены галса оказался в авангарде. В ходе боя корабль получил 67 пробоин, потерял 29 членов экипажа убитыми и 84 ранеными, помощь которым оказывал служивший в то время на корабле 17-летний лекарь Иван Буш. 10 (21) июля из-за сильной течи вышел из состава эскадры и ушёл на ремонт в Кронштадт. 5 (16) августа в составе отряда под командованием вице-адмирала А. И. Круза вышел в море и в дальнейшем до 24 августа (4 сентября) 1788 года крейсировал у Красной Горки, затем самостоятельно перешел в Ревель, откуда в составе флота ходил к полуострову Гангут. 17 (28) октября того же года вышел из Ревеля в составе отряда и 12 (23) ноября, прибыв в Копенгаген, присоединился к эскадре вице-адмирала В. П. Фондезина.
19 (30) июля 1789 года в составе эскадры вышел из Копенгагена, которая 22 июля (2 августа) 1789 год у острова Борнхольм соединилась с флотом, крейсировал с ним в районе мыса Дагерорт и островов Борнхольм и Готланд и 16 (27) августа прибыл в Ревель. Затем в составе отрядов крейсировал в Финском заливе и 15 (26) октября прибыл в Кронштадт.
В мае — августе 1791 года для обучения экипажа периодически выходил на Кронштадтский рейд. В 1794 году в составе эскадры находился в практическом плавании в Финском заливе.

## Командиры
Командирами корабля в разное время служили:
- В. М. Ржевский (1783 год);
- А. И. Борисов (1784—1786 годы);
- М. И. Борисов (1787—1789 годы);
- К. И. Гревенс (1791 год);
- И. М. Френев (1792 год);
- А. В. Пустошкин (1794 год).